# Disk II

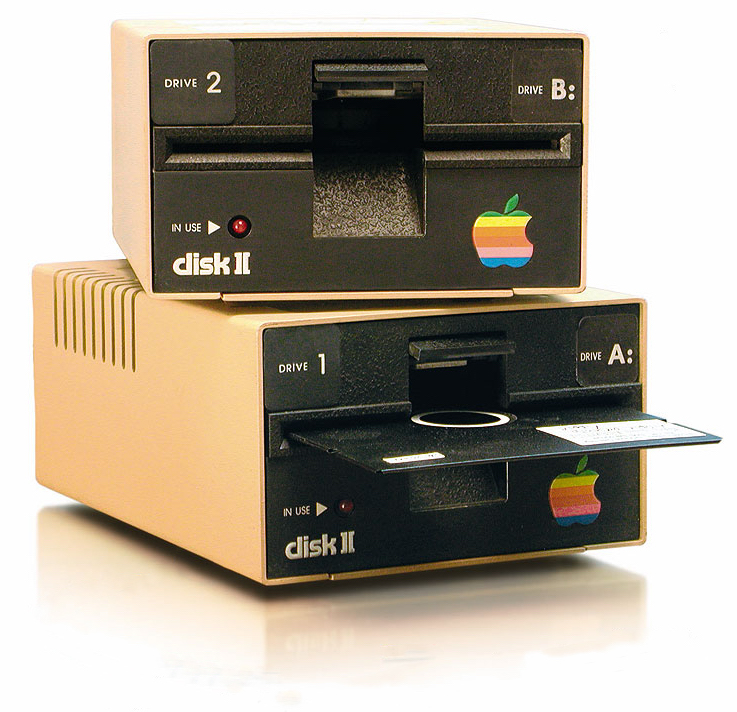
Дисководы Disk II

Disk II — накопитель на 5-дюймовых гибких магнитных дисках для компьютеров семейства Apple II.

## История разработки
Накопитель Disk II был разработан Стивеном Возняком к 1978 году, вскоре после разработки оригинального Apple II, для замены медленного, ненадёжного и неудобного интерфейса кассетного магнитофона. Disk II позволял использовать разработанные в 1976 году для специализированных текстовых процессоров 5-дюймовые дискеты. Накопителем Disk II штатно комплектовались модели Apple II+, Apple IIe, Apple IIc.
Первые дисководы Disk II были изделиями Shugart Associates (модель SA-400), разработчика гибких магнитных дисков, в дальнейшем фирма Apple перешла на использование появившихся на рынке более дешёвых комплектующих другого производителя. Контроллер Disk II был целиком изделием Apple.
Основным приоритетом при проектировании Disk II было максимальное упрощение аппаратной части для удешевления и увеличения надёжности устройства. В момент своего появления Disk II был самым дешёвым дисковым накопителем на рынке, в свободной продаже его стоимость (вместе с платой контроллера и кабелем) составляла 595 долларов США (что соответствует примерно 2360 $ в 2020 году с учётом инфляции).

## Технические характеристики

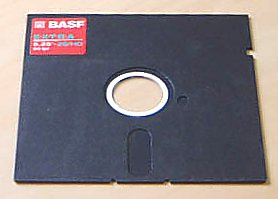
Дискета 5,25"

- работа с гибкими магнитными дисками 5,25 дюйма;
- использование только одной стороны диска, для работы с другой стороной диск надо было вставлять в дисковод «вверх ногами» (это также приводило к необходимости прорезать в дискетах ножницами или специальным перфоратором паз для разрешения записи с левой стороны в дополнение к штатному пазу справа либо отключать в дисководе датчик защиты от записи);
- штатная ёмкость диска — 140 килобайт (35 дорожек * 16 секторов * 256 байт) на одну сторону (в первых версиях устройства и программного обеспечения использовалось 13 секторов на дорожку), физически было возможно позиционирование на 2 дополнительные дорожки и на позиции посередине между дорожками;
- полностью программное кодирование и декодирование данных на уровне модуляции отдельных битов на дорожке методом Group Code Recording[англ.], использование последовательного интерфейса передачи данных, программное формирование всех задержек между магнитными импульсами;
- отсутствие датчика начала дорожки, начало определялось программно с использованием самосинхронизирующегося кода;
- отсутствие датчика положения головки, при начальной инициализации или после ошибок ввода-вывода устройство программно инициализировалось подачей команд на сдвиг головки на 80 шагов (40 дорожек) наружу, что гарантировало её установку на нулевую дорожку из любого начального положения (такое позиционирование «в упор» сопровождалось характерным треском);
- подключение дисководов Disk II к специальной плате контроллера диска, к одному контроллеру подключались 1 или 2 дисковода по отдельным интерфейсам, контроллеров могло быть установлено несколько (в соответствии с архитектурой шины Apple II, плата контроллера диска могла быть установлена в любой из 7 «активных» слотов расширения с номерами 1—7; как правило, контроллер устанавливался в слот 6);
- подпрограмма чтения-записи сектора и форматирования дорожки Disk II, называвшаяся RWTS (Read/Write Track and Sector), была одним из самых объёмных и сложных модулей Apple DOS;
- внутри дисковода был предусмотрен специальный стробоскопический диск для визуального контроля при регулировке скорости вращения дискеты.

## Интерфейс дисковода с контроллером
| Номер контакта | Назначение                        |
| -------------- | --------------------------------- |
| 1, 3, 5, 7     | земля                             |
| 2              | фаза 0 шагового привода головки   |
| 4              | фаза 1 шагового привода головки   |
| 6              | фаза 2 шагового привода головки   |
| 8              | фаза 3 шагового привода головки   |
| 9              | питание −12 В                     |
| 10             | WR_REQ запрос на запись           |
| 11, 12         | питание +5 В                      |
| 13, 15, 17, 19 | питание +12 В                     |
| 14             | ENABLE~ — выбор устройства        |
| 16             | RD_DATA — читаемый бит данных     |
| 18             | WR_DATA — записываемый бит данных |
| 20             | W_PROT — защита от записи         |

Сигналы, кроме ENABLE~, были запараллелены в контроллере для первого и второго устройства. Одновременная работа более чем одного устройства Disk II была невозможна в любом случае, так как управление устройством требовало непрерывного взаимодействия с центральным процессором, выполняющим подпрограмму RWTS.

## Аналоги
Устройство Disk II, как и весь компьютер Apple II, неоднократно клонировалось в различных странах. В Болгарии выпускался клон Disk II под названием ЕС-5088, использовавшийся в болгарских компьютерах Правец-8, ИМКО-2 и советских Агат.

## Развитие
В ходе развития серии Apple II, в штатной комплектации моделей Apple IIc и Apple IIgs устройство Disk II было заменено 3,5-дюймовым дисководом на 800 килобайт с собственным интегрированным контроллером.